# Belodina
Genre
Belodina est un genre fossile de conodontes de la famille des Panderodontidae. Les différentes espèces ont été trouvées dans des terrains datant de l'Ordovicien au Dévonien. 

## Classification
le genre Belodina est décrit en 1959 par Raymond L. Ethington,
En 1967, Christopher R. Barnes décrit un assemblage de conodontes, qu'il assigne au genre de formes Belodina à partir de quatre éléments de la formation de Cobourg datant de l'Ordovicien moyen (du groupe de Trenton) située à Ottawa, au Canada.

## Espèces
Selon Fossilworks (site consulté le 14 mars 2021):
- †Belodina compressa Branson & Mehl, 1933
- †Belodina confluens Sweet, 1979